# Gare de Montbré
Gare de Montbré vasútállomás Franciaországban, Montbré településen.

## Vasútvonalak
Az állomást az alábbi vasútvonalak érintik:
- Épernay–Reims-vasútvonal

## Kapcsolódó állomások
A vasútállomáshoz az alábbi állomások vannak a legközelebb:
- Gare de Rilly-la-Montagne
- Gare de Trois-Puits